# 1905 у радіо

## Події
- Марконі розробив горизонтальну спрямовану антену
- У Німеччині запрацювала перша автоматична телефонна станція на 400 номерів